# François Fleischbein
François Fleischbein (Franz Fleischbein 1804-1868) est un peintre et photographe bavarois, qui vivait et travaillait à La Nouvelle-Orléans.

## Biographie
Né à Godramstein (de) dans le département du Mont-Tonnerre (dans la partie de l'Allemagne conquise par les Français), il étudie la peinture à Paris avec Anne-Louis Girodet. Il se rend en Louisiane en 1833 avec sa femme et ses quatre enfants, et y travaille en tant que portraitiste et professeur.
Il peint également des sujets mythologiques, religieux et historiques. Peu avant sa mort le 16 novembre 1868, il s'intéressait également aux daguerréotypes et ambrotypes.

## Galerie

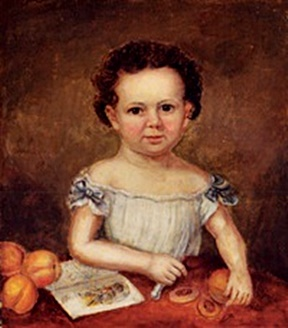
Une petite fille.
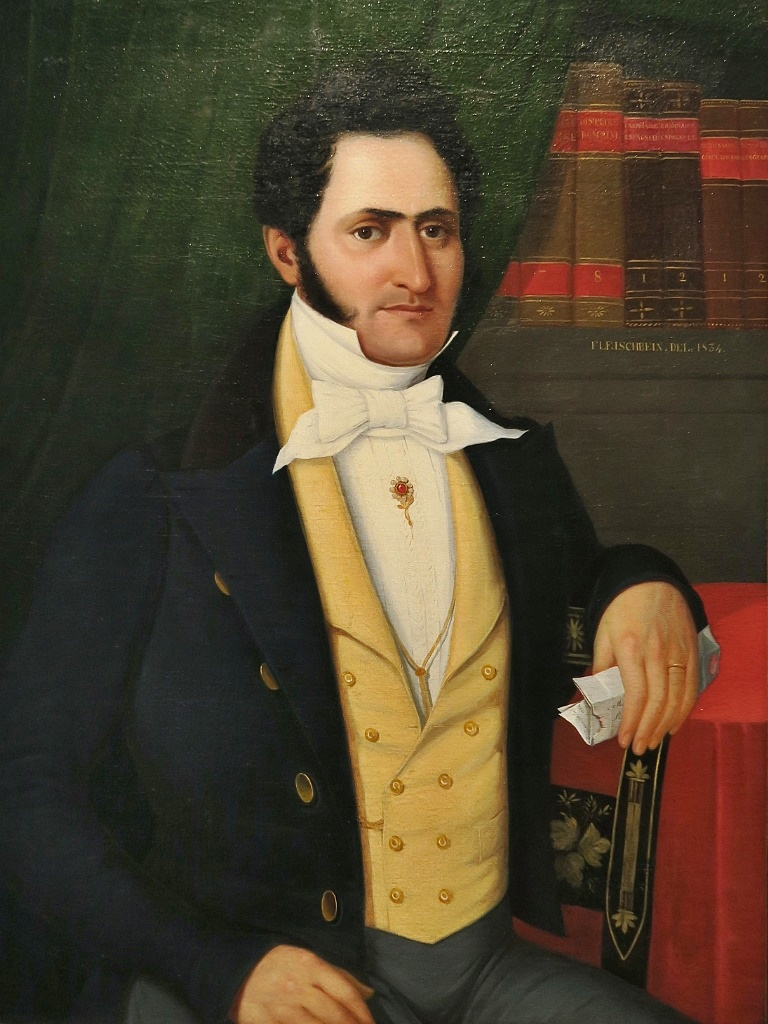
Le juge Elliot, 1834.
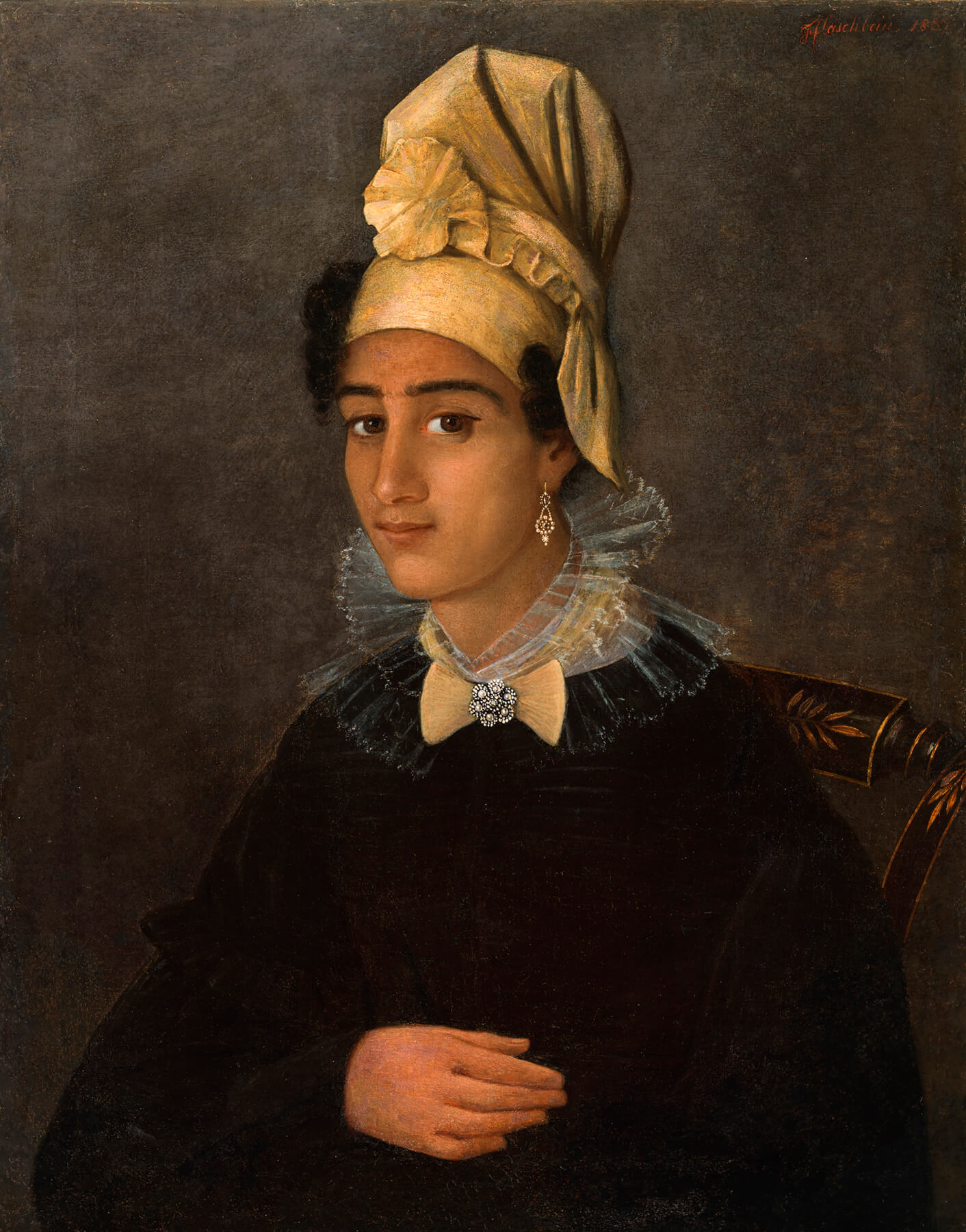
Betsy, 1837. Créole de Louisiane coiffé du traditionnel tignon.
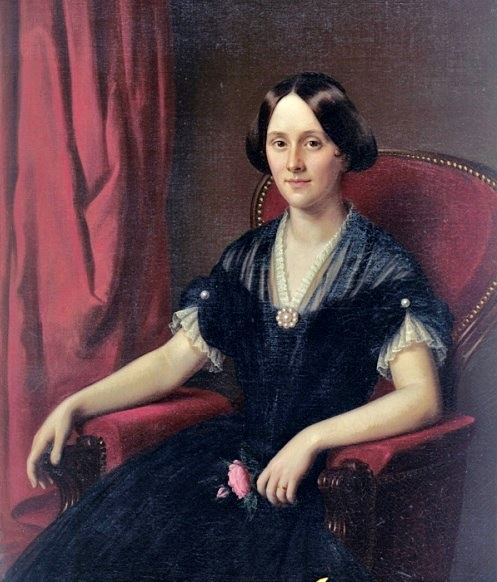
Rosalie Jonas.